# Плам Сити (Висконсин)
Плам Сити (енгл. Plum City) град је у америчкој савезној држави Висконсин.

## Демографија
По попису из 2010. године број становника је 599, што је 25 (4,4%) становника више него 2000. године.
| Група             | 2000.       | 2010.       |
| Белци             | 572 (99,7%) | 559 (93,3%) |
| Афроамериканци    | 0 (0,0%)    | 3 (0,5%)    |
| Азијати           | 0 (0,0%)    | 2 (0,3%)    |
| Хиспаноамериканци | 1 (0,2%)    | 34 (5,7%)   |
| Укупно            | 574         | 599         |